# Anton Malloth
Anton Malloth (* 13. Februar 1912 in Innsbruck; † 31. Oktober 2002 in Straubing) war ein SS-Aufseher im Gestapo-Gefängnis Kleine Festung Theresienstadt. Erst 2001 – 58 Jahre nach der Tat – wurde er in München wegen Mordes angeklagt und zu lebenslanger Haft verurteilt.

## Leben
Anton Malloth wuchs in Schenna bei Meran in Südtirol auf, wo seine Pflegeeltern eine Landwirtschaft und ein Gasthaus betrieben. Er machte eine Lehre zum Fleischhauer und war zunächst Obergefreiter in der italienischen Armee. Bei der Option in Südtirol optierte er für Deutschland und wurde im Rang eines Unteroffiziers 1939 entlassen.
Nach seiner Einbürgerung in Innsbruck im Februar 1940 wurde er zum Schutzpolizisten, später in Pretzsch als Grenzpolizist im Rang eines Polizeiwachtmeisters ausgebildet. Er heiratete 1941 und hatte eine Tochter.

## Tätigkeit als Aufseher und Strafverfolgung
Im Juni 1940 wurde Malloth in das Gestapo-Gefängnis Kleine Festung Theresienstadt als Aufseher abkommandiert. Er erhielt SS-Uniform und den SS-Angleichungsdienstgrad Scharführer. Gefängnisleiter war Heinrich Jöckel. Malloth blieb dort bis zur Befreiung von Theresienstadt durch die Rote Armee am 8. Mai 1945.
Nach mehreren Fluchtstationen blieb er zunächst bei seinen Schwiegereltern in Wörgl. Ende 1947/Anfang 1948 wurde er in Innsbruck in Auslieferungshaft genommen. Bei seiner Vernehmung durch einen Innsbrucker Richter bagatellisierte er seine Rolle im Gestapogefängnis und bestritt jede Art von Beteiligung an Folterungen und Morden. Im September 1948 wurde er von einem tschechoslowakischen Gericht für Kriegsverbrechen in Theresienstadt in Abwesenheit zum Tode verurteilt. Das Gericht in Litoměřice sah es nach umfangreichen Zeugenaussagen als eindeutig erwiesen an, dass der unter den Häftlingen als „der schöne Toni“ bekannte und gefürchtete Malloth eine große Zahl (ca. 100) von Häftlingen zu Tode geprügelt hatte. Ein Auslieferungsersuchen der ČSR wurde von der österreichischen Justiz letztlich ignoriert. Anfang 1949 aus der Haft entlassen, floh er nach Südtirol.
Malloth lebte bis 1988 unbehelligt in Meran in Südtirol, erhielt 1952 die italienische und, nachdem ihm diese 1956 wieder aberkannt worden war, 1957 die deutsche Staatsbürgerschaft. Das deutsche Konsulat in Mailand verlängerte trotz mehrerer Auslieferungsersuchen deutscher und österreichischer Justizbehörden mehrfach seinen deutschen Pass.
1988 wurde er dann nach Deutschland ausgewiesen, wo die Staatsanwaltschaft Dortmund es sowohl ablehnte, ihn nach Österreich oder an die Tschechoslowakei auszuliefern, als auch ein Ermittlungsverfahren zu eröffnen, so dass Malloth weiterhin auf freiem Fuß blieb.
In der Zeit von 1988 bis 2000 lebte Malloth in Pullach am Südrand Münchens. Gudrun Burwitz, die Tochter Heinrich Himmlers, hatte ihm dort im Auftrag der Stillen Hilfe ein Zimmer in einem Seniorenheim mit gehobenem Niveau besorgt, welches auf einem Grundstück erbaut ist, das zur NS-Zeit dem „Stellvertreter des Führers“, Rudolf Heß, gehört hatte. Als Ende der 1990er Jahre publik wurde, dass die Sozialhilfeverwaltung – und damit die deutschen Steuerzahler – zu einem großen Teil die beträchtlichen laufenden Kosten für den Seniorenheimaufenthalt Malloths übernommen hatte, gab es in der Medienöffentlichkeit erhebliche Kritik – auch am Engagement von Gudrun Burwitz.
Eines seiner Opfer war Martin Finkelgruen (1876–1942), dessen Ermordung von dessen Enkel Peter Finkelgruen in den Büchern Haus Deutschland. Die Geschichte eines ungesühnten Mordes (1992) und Erlkönigs Reich. Die Geschichte einer Täuschung (1997) beschrieben wurde. Peter Finkelgruen bemühte sich zehn Jahre lang um die Wiederaufnahme des Verfahrens gegen den Mörder seines Großvaters. 1993 wurde das Stück Der schöne Toni von Joshua Sobol am Düsseldorfer Schauspielhaus uraufgeführt.
Nachdem der Fall zwischenzeitlich von der Staatsanwaltschaft München übernommen worden war, wurde Malloth am 25. Mai 2000 in Untersuchungshaft genommen, am 15. Dezember 2000 erhob die Staatsanwaltschaft München Anklage wegen Mordes. Der Prozess im Untersuchungsgefängnis München-Stadelheim war der erste, in dem sich die bundesdeutsche Justiz mit den Verbrechen der Aufseher beschäftigte und begann am 23. April 2001. Dem Schwurgerichtsvorsitzenden Jürgen Hanreich entgegnete er z. B. „Nein, das verstehen Sie nicht, Sie waren ja nicht dabei.“ Überlebende aus der Kleinen Festung Theresienstadt sagten als Zeugen vor Gericht aus und bestätigten erneut, dass er u. a. veranlasst hatte, zwei nackte Häftlinge im Winter mit Wasser abzuspritzen, bis sie tot waren. Am 30. Mai 2001 wurde er vom Landgericht München I wegen Mordes und versuchten Mordes zu lebenslanger Haft verurteilt.
Zehn Tage vor seinem Tod wurde der schwer krebskranke Häftling für haftunfähig erklärt und aus der Haft entlassen. Er starb am 31. Oktober 2002 in einem Altenheim.